# Jaskinia pod Wiśniakową Jamą
Jaskinia pod Wiśniakową Jamą (Nad Owczą Percią I) – jaskinia w Dolinie Kościeliskiej w Tatrach Zachodnich. Wejście do niej znajduje się w ścianie Żlebu na Spady wciętego w południowym stoku Żeleźniaka, obok jaskini Schron z Kołem, pod jaskinią Wiśniakowa Jama, na wysokości 1440 m n.p.m. Długość jaskini wynosi 10 metrów, a jej deniwelacja 4 metry.

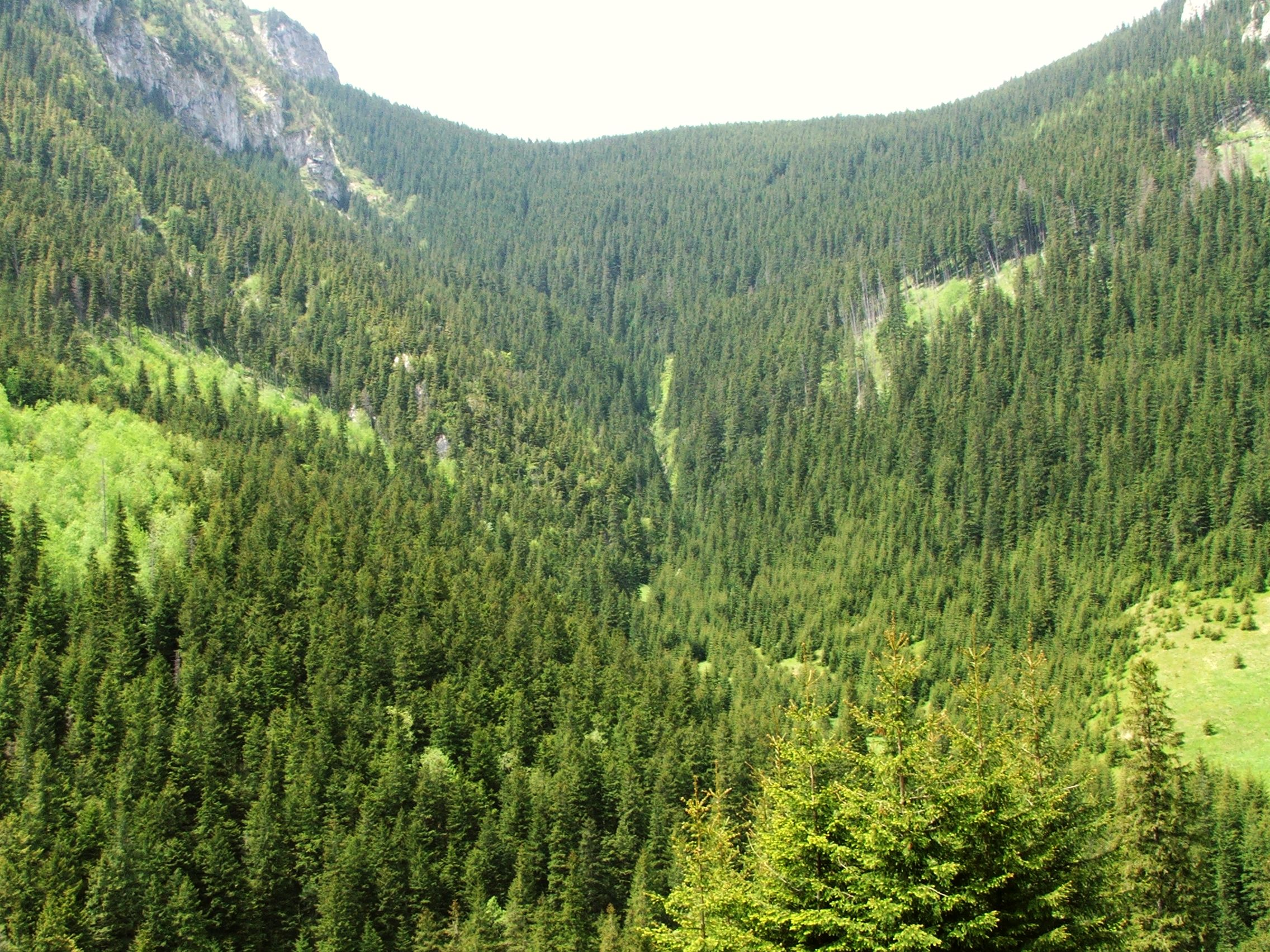
Żleb Żeleźniak

## Opis jaskini
Jaskinię stanowi korytarz zaczynający się w niewielkim otworze wejściowym, który po 3 metrach rozgałęzia się:
- na wprost korytarz kończy się zaraz namuliskiem częściowo wypełnionym wodą,
- na prawo do góry idzie bardzo krótki korytarzyk,
- na lewo w dół prowadzi ciasny korytarzyk, który po kilku metrach zwęża się w szczelinę nie do przejścia[2].

## Przyroda
W jaskini brak jest nacieków. Ściany są wilgotne, w pobliżu otworu rosną na nich mchy i porosty.

## Historia odkryć
Jaskinia została prawdopodobnie odkryta przez W.W. Wiśniewskiego w latach 1975–1976. Pierwszy jej plan i opis sporządziła I. Luty w 2003 roku.